# Odontodynerus stevensonianus
Odontodynerus stevensonianus är en stekelart som beskrevs av Giordani Soika. Odontodynerus stevensonianus ingår i släktet Odontodynerus och familjen Eumenidae. Inga underarter finns listade i Catalogue of Life.